# Карамышево (Алтайский край)
Карамышево — село в Змеиногорском районе Алтайского края России. Административный центр Карамышевского сельсовета.

## География
Село находится в южной части Алтайского края, у южного подножия Колыванского хребта, преимущественно на правом берегу реки Корболиха, на расстоянии примерно 5 километров (по прямой) к западу от города Змеиногорск, административного центра района. Абсолютная высота — 337 метров над уровнем моря.

Климат умеренный, континентальный. Средняя температура января составляет −15,1 °C, июля — +19,2 °C. Годовое количество атмосферных осадков — 650 мм.

## История
Карамышево было основано в 1776 году. В «Списке населенных мест Российской империи» 1868 года издания населённый пункт упомянут как заводской рудник Карамышевский Бийского округа (3-го участка) Томской губернии при речке Корбалихе. В населённом пункте имелось 11 дворов и проживало 78 человек (37 мужчин и 41 женщина).

В 1899 году в посёлке Карамышевском, относящейся к Змеиногорской волости Змеиногорского уезда, имелся 31 двор (26 крестьянских и 5 некрестьянских) и проживало 194 человека (96 мужчин и 98 женщин).

В 1926 году в селе Карамышевское имелось 85 хозяйств и проживало 498 человек (239 мужчин и 259 женщин). Функционировала школа I ступени. В административном отношении Карамышевское являлось центром сельсовета Змеиногорского района Рубцовского округа Сибирского края.

## Население
| 1997  | 1998  | 1999  | 2000  | 2001  | 2002  | 2003  |
| ----- | ----- | ----- | ----- | ----- | ----- | ----- |
| 1415  | ↘1405 | →1405 | ↗1418 | ↘1319 | ↘1264 | ↗1277 |
| 2004  | 2005  | 2006  | 2007  | 2008  | 2009  | 2010  |
| ↗1285 | ↗1360 | ↘1298 | ↗1300 | ↗1325 | →1325 | ↘1185 |
| 2011  | 2012  | 2013  |       |       |       |       |
| ↘1176 | ↘1156 | ↘1126 |       |       |       |       |

Согласно результатам переписи 2002 года, в национальной структуре населения русские составляли 97 %.

## Инфраструктура
В селе функционируют средняя общеобразовательная школа, детский сад, фельдшерско-акушерский пункт (филиал КГБУЗ «Центральная районная больница г. Змеиногорска»), дом культуры, библиотека и отделение Почты России.

## Улицы
Уличная сеть села состоит из 22 улиц и 1 переулка.